# Dissostichus eleginoides
La merluza negra, robalo, róbalo de fondo, bacalao de profundidad, bacalao austral o mero chileno (Dissostichus eleginoides) es una especie zoológica de merluza que pertenece a la familia de los nototénidos. 
Es de coloración gris oscuro en el dorso y flancos, aclarándose en la zona ventral. Es muy longeva, llegando vivir hasta 50 años y medir 2,5 m. Habita en zonas de piedras con mucha corriente. Puede llegar a profundidades que alcanzan los 2500 m.
No debe confundirse con la Merluccius polli (código FAO HKB), comercializada en España bajo los nombres comerciales de merluza negra y merluza de Angola, ni con la Merluccius australis (código FAO HKN), que recibe las denominaciones de merluza austral, merluza de Chile y merluza sureña.
Se captura tanto con espinel (anzuelos) como por redes de arrastre. En España se comercializa con el nombre de «róbalo de fondo» o con la denominación más genérica de «róbalo de profundidad».
Aunque es llamado bacalao, no es un bacalao verdadero ni forma parte del mismo orden.

## Reproducción
En el mar Argentino se reproduce en septiembre y octubre. Comienza a desovar a partir de los 8 a 10 años de vida. Hembras de una longitud de entre 85 y 95 cm, producen unos 500 000 huevos, que el macho fecunda con su esperma. En esos momentos se forman enormes cardúmenes.

## Distribución
Habita en el océano Pacífico suroriental, Atlántico suroccidental y océano Antártico, incluyendo la costa patagónica, islas Malvinas, isla Macquarie, islas Georgias del Sur, otras islas subantárticas y las montañas submarinas del sector de la India.

## Pesca de merluza negra
Desde el inicio de la actividad pesquera en aguas subantárticas a principios de 1970, la merluza negra había sido una especie de captura incidental de menor importancia en las pesquerías de arrastre de bacalao de roca jaspeado y bacalao de roca gris, en particular alrededor de Georgia del Sur y las islas Kerguelen. Fue sólo en 1985 que se descubrieron cantidades comerciables de merluza chilena en las islas Kerguelen. No obstante, había habido una considerable pesca en las costas de Chile desde mediados de la década de 1970, por lo que los mercados ya estaban establecidos para esta especie. Desde entonces, la pesquería de esta especie se desarrolló rápidamente y se expandió a otras áreas, incluyendo a Georgia del Sur, las islas de Marión y Príncipe Eduardo, y la islas Crozet. En 1994 una pesquería de arrastre de Australia comenzó explotando en la isla de Macquarie, seguida por la isla Heard en 1997. Aunque comenzó como una pesquería de arrastre, la mayor parte del bacalao es ahora capturado por palangre, a excepción de la pesquería de Australia y parte de la pesquería francesa de Kerguelen.
Una pesquería de palangre de bacalao antártico (Dissostichus mawsoni) ha estado operando dentro de la sub-área 88.1 de la CCRVMA desde el verano 1996-1997 cuando solamente un buque pescaba allí. Desde ese tiempo esta pesquería exploratoria se ha ampliado, con un máximo de 21 buques en 2003/04, 13 buques en 2005/06, y 15 en 2006/07. La pesquería exploratoria se ha extendido también en la sub-área 88.2 y un viaje de investigación se llevó a cabo en el sub-área 88.3 (Patchell, 2005).
Argentina, Francia, Chile, Australia, Sudáfrica, el Reino Unido, la República de Corea y Uruguay son los principales países que lideran la pesca de merluza negra. Pescan en las aguas de la Antártida y en las aguas nacionales de los países cercanos. Estados Unidos, Japón, y la Unión Europea son los principales consumidores.

## Ecosistema y pesca
El bacalao austral es un pez grande de hasta 100 kilogramos y hasta 2,15 metros de largo (no obstante su longitud habitual ronda los 70 cm) que posee un largo ciclo de vida (algunos ejemplares viven hasta 50 años). Su hábitat se encuentra en un rango de profundidad que va de los 50 a los 3850 m de profundidad, siendo más frecuente su presencia hasta los 1 500 m. Dado que no alcanzan la madurez sexual antes de los 20 constituyen una especie vulnerable en situaciones de sobrepesca, por lo que la Convención para la Conservación de Recursos Vivos Marinos Antárticos limita su pesca fijando cuotas.
La pesca reglamentada de la austromerluza negra en el océano Austral se realiza principalmente mediante palangres de fondo, a profundidades de 1 200 a 1 800 m, aunque también puede ser capturadas mediante redes de arrastre y nasas. Actualmente hay 13 pesquerías reglamentadas dirigidas a la austromerluza en las Áreas 48, 58 y 88 de CCRVMA, incluidas siete pesquerías exploratorias. Estas pesquerías son evaluadas anualmente para establecer medidas de conservación y los límites de captura de cada temporada.
Más allá de la pesca regualda por la CCRVMA, se han dado casos de Pesca ilegal, no declarada y no reglamentada (INDNR). Así, en la década de los 90 del siglo pasado se estimó que la pesca INDNR de austromerluza en el Área de la Convención era más de 6 veces la notificada por los barcos de pesca legal. Si bien se cree que los niveles de la pesca INDNR en el Área de la Convención han descendido, la CCRVMA ha adoptado medidas de conservación, incluido el establecimiento de listados de barcos de pesca INDNR y un sistema para promover el cumplimiento de las medidas de conservación.